# Second Lady/Gentleman der Vereinigten Staaten
Der Begriff Second Lady der Vereinigten Staaten (englisch Second lady of the United States, kurz SLOTUS) wird seit den 1980er-Jahren – in Anlehnung an die First Lady – als Bezeichnung für die Frau des Vizepräsidenten der Vereinigten Staaten verwendet. Die männliche Entsprechung lautet Second Gentleman der Vereinigten Staaten (englisch Second gentleman of the United States, kurz SGOTUS).
Seit dem 20. Januar 2025 ist die Frau von Vizepräsident JD Vance, Usha Vance, die Second Lady der Vereinigten Staaten.

## Geschichte des Amtes
Die Rolle der Second Lady (engl. Second Lady of the United States) oder bei einer Vizepräsidentin deren männlichen Partners, der Second Gentleman (SGOTUS), ist ein historisch gewachsenes, unbürokratisches Amt ohne verfassungsmäßige Grundlage. Es entstand aus gesellschaftlichen Erwartungen und entwickelte sich im Lauf der Jahrhunderte.
Bereits in den frühen Jahren der Republik nahm Abigail Adams, die Ehefrau von Vizepräsident John Adams (1789–1797), die Funktion als erste Second Lady ein – auch wenn der Titel damals noch nicht gebräuchlich war. Der Begriff selbst wurde deutlich später etabliert.
In der zweiten Hälfte des 19. Jahrhunderts begann man, die Ehefrauen von Vizepräsidenten in repräsentativen Rollen zu sehen. Jennie Tuttle Hobart (Ehefrau von Garret Hobart, 1897–1899) gilt als erste Frau, die sich den Titel Second Lady zuschrieb; sie übernahm zum Beispiel die Aufgaben als Gastgeberin, weil die First Lady Ida McKinley gesundheitlich eingeschränkt war.
Mit dem Aufstieg der Massenmedien und der zunehmenden Bedeutung des Vizepräsidentenamtes im 20. Jahrhundert wuchs auch die Bedeutung dieser Rolle. Pat Nixon (Second Lady von 1953 bis 1961) definierte das Amt nachhaltig neu: Sie reiste unabhängig vom Vizepräsidenten unter anderem monatelang durch Asien und besuchte gezielt Schulen, Kranken- und Waisenhäuser. Historiker sehen sie als prägende Figur für die moderne Second Lady.
Ab den 1970er Jahren übernahmen die meisten Second Ladys öffentliche Aufgaben: Joan Mondale (Second Lady 1977–1981), Ehefrau von Walter Mondale, wurde Ehrenvorsitzende des Federal Council on the Arts and Humanities und setzte sich für Kunst im Vizepräsidialwohnhaus ein. Ebenso engagierte sich Tipper Gore (Frau von Al Gore, 1993–2001) in Debatten über Medien und Jugendschutz, Betty Ford trat in den 1970er Jahren offen für kontroverse Themen wie Abtreibung ein, Lynne Cheney (Frau von Dick Cheney) schrieb erfolgreiche Kinderbücher zur amerikanischen Geschichte, und Barbara Bush (Ehefrau von George H. W. Bush, 1981–1989) machte sich für Leseförderung stark.
Jill Biden (geboren 1960) war die erste Frau eines Vizepräsidenten, die während dessen Amtszeit einer bezahlten Tätigkeit nachging. Während sie von 2009 bis 2017 Second Lady war (als Ehefrau von Vizepräsident Joe Biden), setzte sie ihre Karriere als Hochschullehrerin fort. Zugleich engagierte sie sich sozial etwa für Militärfamilien und Brustkrebs-Aufklärung.
Ein großer Wandel begann mit Kamala Harris’ Amtsantritt als Vizepräsidentin am 20. Januar 2021: Ihr Ehemann Douglas Emhoff wurde der erste Second Gentleman der US-Geschichte – zugleich der erste jüdische Ehepartner in dieser Rolle. Merriam-Webster nahm den Begriff Second Gentleman in sein Wörterbuch auf, um dieser Entwicklung Rechnung zu tragen.
Emhoff lehrte gleichzeitig Entertainment Law an der Georgetown University – ähnlich wie Jill Biden, die ihre Lehre fortsetzte. Thematisch setzte er sich für Rechtsgleichheit, Antisemitismusbekämpfung, Menschenrechte, Nahrungssicherheit und Klimaschutz ein. Er übernahm Repräsentationsaufgaben im Ausland und nahm an internationalen Staatsanlässen teil.

## Aufgaben
Das Amt der Second Lady beziehungsweise des Second Gentleman der Vereinigten Staaten ist ein rein repräsentatives, nicht verfassungsrechtlich geregeltes Begleitamt. Seine Aufgaben bestehen traditionell darin, den Vizepräsidenten bei offiziellen Anlässen zu begleiten, im Amtssitz gesellschaftliche Funktionen wahrzunehmen und in der Öffentlichkeit als Gastgeberfigur aufzutreten. Hinzu kommt in der Regel die Übernahme von Schirmherrschaften und die Unterstützung karitativer, kultureller oder bildungspolitischer Initiativen. In jüngerer Zeit haben Amtsinhaberinnen und -inhaber – etwa Jill Biden oder Douglas Emhoff – ihre Rolle um eine eigene berufliche Tätigkeit ergänzt und mit eigenen thematischen Schwerpunkten wie Bildung, Gesundheit oder Antisemitismusbekämpfung verbunden. Damit ist die Position heute eine Mischung aus gesellschaftlicher Repräsentation, sozialem Engagement und individueller Profilbildung.

## Liste
| Bild                                                          | Second Lady/Gentleman                                         | Vizepräsident/in (Hochzeitsdatum)                             | Amtszeit                            | Geburtsdatum       | Todestag (Alter)                      | Amtszeit als First Lady |
| ------------------------------------------------------------- | ------------------------------------------------------------- | ------------------------------------------------------------- | ----------------------------------- | ------------------ | ------------------------------------- | ----------------------- |
|                                                               | Abigail Adams                                                 | John Adams (25. Oktober 1764)                                 | 21. April 1789 – 4. März 1797       | 11. November 1744  | 28. Oktober 1818 (73 Jahre, 351 Tage) | 1797–1801               |
| vakant, Thomas Jefferson war Witwer                           | vakant, Thomas Jefferson war Witwer                           | vakant, Thomas Jefferson war Witwer                           | 4. März 1797 – 4. März 1801         |                    |                                       |                         |
| vakant, Aaron Burr war Witwer                                 | vakant, Aaron Burr war Witwer                                 | vakant, Aaron Burr war Witwer                                 | 4. März 1801 – 4. März 1805         |                    |                                       |                         |
| vakant, George Clinton war Witwer                             | vakant, George Clinton war Witwer                             | vakant, George Clinton war Witwer                             | 4. März 1805 – 20. April 1812       |                    |                                       |                         |
| vakant, kein Vizepräsident im Amt                             | vakant, kein Vizepräsident im Amt                             | vakant, kein Vizepräsident im Amt                             | 20. April 1812 – 4. März 1813       |                    |                                       |                         |
|                                                               | Ann Gerry                                                     | Elbridge Gerry (12. Januar 1786)                              | 4. März 1813 – 23. November 1814    | 12. August 1763    | 17. März 1849 (85)                    |                         |
| vakant, kein Vizepräsident im Amt                             | vakant, kein Vizepräsident im Amt                             | vakant, kein Vizepräsident im Amt                             | 23. November 1814 – 4. März 1817    |                    |                                       |                         |
|                                                               | Hannah Minthorne Tompkins                                     | Daniel D. Tompkins (20. Februar 1798)                         | 4. März 1817 – 4. März 1825         | 28. August 1781    | 18. Februar 1829 (47)                 |                         |
|                                                               | Floride Calhoun                                               | John C. Calhoun (8. Januar 1811)                              | 4. März 1825 – 28. Dezember 1832    | 15. Februar 1792   | 25. Juli 1866 (74)                    |                         |
| vakant, kein Vizepräsident im Amt                             | vakant, kein Vizepräsident im Amt                             | vakant, kein Vizepräsident im Amt                             | 28. Dezember 1832 – 4. März 1833    |                    |                                       |                         |
| vakant, Martin Van Buren war Witwer                           | vakant, Martin Van Buren war Witwer                           | vakant, Martin Van Buren war Witwer                           | 4. März 1833 – 4. März 1837         |                    |                                       |                         |
| vakant, Richard M. Johnson war Witwer per Common-law marriage | vakant, Richard M. Johnson war Witwer per Common-law marriage | vakant, Richard M. Johnson war Witwer per Common-law marriage | 4. März 1837 – 4. März 1841         |                    |                                       |                         |
|                                                               | Letitia Tyler                                                 | John Tyler (29. März 1813)                                    | 4. März 1841 – 4. April 1841        | 12. November 1790  | 12. September 1842 (51)               | 1841–1842               |
| vakant, kein Vizepräsident im Amt                             | vakant, kein Vizepräsident im Amt                             | vakant, kein Vizepräsident im Amt                             | 4. April 1841 – 4. März 1845        |                    |                                       |                         |
|                                                               | Sophia Dallas                                                 | George M. Dallas (23. Mai 1816)                               | 4. März 1845 – 4. März 1849         | 24. Juni 1798      | 11. Januar 1869 (70)                  |                         |
|                                                               | Abigail Fillmore                                              | Millard Fillmore (5. Februar 1826)                            | 4. März 1849 – 9. Juli 1850         | 13. März 1798      | 30. März 1853 (55)                    | 1850–1853               |
| vakant, kein Vizepräsident im Amt                             | vakant, kein Vizepräsident im Amt                             | vakant, kein Vizepräsident im Amt                             | 9. Juli 1850 – 4. März 1853         |                    |                                       |                         |
| vakant, William R. King war unverheiratet                     | vakant, William R. King war unverheiratet                     | vakant, William R. King war unverheiratet                     | 4. März 1853 – 18. April 1853       |                    |                                       |                         |
| vakant, kein Vizepräsident im Amt                             | vakant, kein Vizepräsident im Amt                             | vakant, kein Vizepräsident im Amt                             | 19. April 1853 – 4. März 1857       |                    |                                       |                         |
|                                                               | Mary Cyrene Burch Breckinridge                                | John C. Breckinridge (12. Dezember 1843)                      | 4. März 1857 – 4. März 1861         | 16. August 1826    | 8. Oktober 1907 (81)                  |                         |
|                                                               | Ellen Hamlin                                                  | Hannibal Hamlin (25. September 1856)                          | 4. März 1861 – 4. März 1865         | 14. September 1835 | 1. Februar 1925 (89)                  |                         |
|                                                               | Eliza Johnson                                                 | Andrew Johnson (17. Mai 1827)                                 | 4. März 1865 – 15. April 1865       | 4. Oktober 1810    | 15. Januar 1876 (65)                  | 1865–1869               |
| vakant, kein Vizepräsident im Amt                             | vakant, kein Vizepräsident im Amt                             | vakant, kein Vizepräsident im Amt                             | 15. April 1865 – 4. März 1869       |                    |                                       |                         |
|                                                               | Ellen Maria Colfax                                            | Schuyler Colfax (18. November 1868)                           | 4. März 1869 – 4. März 1873         | 26. Juli 1836      | 4. März 1911 (74)                     |                         |
| vakant, Henry Wilson war Witwer                               | vakant, Henry Wilson war Witwer                               | vakant, Henry Wilson war Witwer                               | 4. März 1873 – 22. November 1875    |                    |                                       |                         |
| vakant, kein Vizepräsident im Amt                             | vakant, kein Vizepräsident im Amt                             | vakant, kein Vizepräsident im Amt                             | 22. November 1875 – 4. März 1877    |                    |                                       |                         |
| vakant, William A. Wheeler war Witwer                         | vakant, William A. Wheeler war Witwer                         | vakant, William A. Wheeler war Witwer                         | 4. März 1877 – 4. März 1881         |                    |                                       |                         |
| vakant, Chester A. Arthur war Witwer                          | vakant, Chester A. Arthur war Witwer                          | vakant, Chester A. Arthur war Witwer                          | 4. März 1881 – 19. September 1881   |                    |                                       |                         |
| vakant, kein Vizepräsident im Amt                             | vakant, kein Vizepräsident im Amt                             | vakant, kein Vizepräsident im Amt                             | 19. September 1881 – 4. März 1885   |                    |                                       |                         |
|                                                               | Eliza Hendricks                                               | Thomas A. Hendricks (26. September 1845)                      | 4. März 1885 – 25. November 1885    | 23. November 1823  | 3. Januar 1903 (79)                   |                         |
| vakant, kein Vizepräsident im Amt                             | vakant, kein Vizepräsident im Amt                             | vakant, kein Vizepräsident im Amt                             | 25. November 1885 – 4. März 1889    |                    |                                       |                         |
|                                                               | Anna Morton                                                   | Levi P. Morton (12. Februar 1873)                             | 4. März 1889 – 4. März 1893         | 18. Mai 1846       | 14. August 1918 (72)                  |                         |
|                                                               | Letitia Stevenson                                             | Adlai Ewing Stevenson senior (22. Dezember 1866)              | 4. März 1893 – 4. März 1897         | 8. Januar 1843     | 25. Dezember 1913 (70)                |                         |
|                                                               | Jennie Tuttle Hobart                                          | Garret Hobart (21. Juli 1869)                                 | 4. März 1897 – 21. November 1899    | 30. April 1849     | 8. Januar 1941 (91)                   |                         |
| vakant, kein Vizepräsident im Amt                             | vakant, kein Vizepräsident im Amt                             | vakant, kein Vizepräsident im Amt                             | 21. November 1899 – 4. März 1901    |                    |                                       |                         |
|                                                               | Edith Roosevelt                                               | Theodore Roosevelt (2. Dezember 1886)                         | 4. März 1901 – 14. September 1901   | 6. August 1861     | 30. September 1948 (87)               | 1901–1909               |
| vakant, kein Vizepräsident im Amt                             | vakant, kein Vizepräsident im Amt                             | vakant, kein Vizepräsident im Amt                             | 14. September 1901 – 4. März 1905   |                    |                                       |                         |
|                                                               | Cornelia Cole Fairbanks                                       | Charles W. Fairbanks (6. Oktober 1874)                        | 4. März 1905 – 4. März 1909         | 14. Januar 1852    | 25. Oktober 1913 (61)                 |                         |
|                                                               | Carrie Babcock Sherman                                        | James S. Sherman (26. Januar 1881)                            | 4. März 1909 – 30. Oktober 1912     | 16. November 1856  | 6. Oktober 1931 (74)                  |                         |
| vakant, kein Vizepräsident im Amt                             | vakant, kein Vizepräsident im Amt                             | vakant, kein Vizepräsident im Amt                             | 30. Oktober 1912 – 4. März 1913     |                    |                                       |                         |
|                                                               | Lois Irene Marshall                                           | Thomas R. Marshall (2. Oktober 1895)                          | 4. März 1913 – 4. März 1921         | 9. Mai 1873        | 6. Januar 1958 (84)                   |                         |
|                                                               | Grace Coolidge                                                | Calvin Coolidge (4. Oktober 1905)                             | 4. März 1921 – 2. August 1923       | 3. Januar 1879     | 8. Juli 1957 (78)                     | 1923–1929               |
| vakant, kein Vizepräsident im Amt                             | vakant, kein Vizepräsident im Amt                             | vakant, kein Vizepräsident im Amt                             | 2. August 1923 – 4. März 1925       |                    |                                       |                         |
|                                                               | Caro Dawes                                                    | Charles G. Dawes (24. Januar 1889)                            | 4. März 1925 – 4. März 1929         | 6. Januar 1866     | 3. Oktober 1957 (91)                  |                         |
| vakant, Charles Curtis war Witwer                             | vakant, Charles Curtis war Witwer                             | vakant, Charles Curtis war Witwer                             | 4. März 1929 – 4. März 1933         |                    |                                       |                         |
|                                                               | Ettie Garner                                                  | John Nance Garner (25. November 1895)                         | 4. März 1933 – 20. Januar 1941      | 17. Juli 1869      | 17. August 1948 (79)                  |                         |
|                                                               | Ilo Wallace                                                   | Henry A. Wallace (20. Mai 1914)                               | 20. Januar 1941 – 20. Januar 1945   | 10. März 1888      | 22. Februar 1981 (92)                 |                         |
|                                                               | Bess Truman                                                   | Harry S. Truman (28. Juni 1919)                               | 20. Januar 1945 – 12. April 1945    | 13. Februar 1885   | 18. Oktober 1982 (97)                 | 1945–1953               |
| vakant, kein Vizepräsident im Amt                             | vakant, kein Vizepräsident im Amt                             | vakant, kein Vizepräsident im Amt                             | 12. April 1945 – 20. Januar 1949    |                    |                                       |                         |
| vakant, Alben W. Barkley war Witwer                           | vakant, Alben W. Barkley war Witwer                           | vakant, Alben W. Barkley war Witwer                           | 20. Januar 1949 – 18. November 1949 |                    |                                       |                         |
|                                                               | Jane Hadley Barkley                                           | Alben W. Barkley (18. November 1949)                          | 18. November 1949 – 20. Januar 1953 | 23. September 1911 | 6. September 1964 (52)                |                         |
|                                                               | Pat Nixon                                                     | Richard Nixon (21. Juni 1940)                                 | 20. Januar 1953 – 20. Januar 1961   | 16. März 1912      | 22. Juni 1993 (81)                    | 1969–1974               |
|                                                               | Lady Bird Johnson                                             | Lyndon B. Johnson (17. November 1934)                         | 20. Januar 1961 – 22. November 1963 | 22. Dezember 1912  | 11. Juli 2007 (94)                    | 1963–1969               |
| vakant, kein Vizepräsident im Amt                             | vakant, kein Vizepräsident im Amt                             | vakant, kein Vizepräsident im Amt                             | 22. November 1963 – 20. Januar 1965 |                    |                                       |                         |
|                                                               | Muriel Humphrey                                               | Hubert Humphrey (3. September 1936)                           | 20. Januar 1965 – 20. Januar 1969   | 20. Februar 1912   | 20. September 1998 (86)               |                         |
|                                                               | Judy Agnew                                                    | Spiro Agnew (27. Mai 1942)                                    | 20. Januar 1969 – 10. Oktober 1973  | 23. April 1921     | 20. Juni 2012 (91)                    |                         |
| vakant, kein Vizepräsident im Amt                             | vakant, kein Vizepräsident im Amt                             | vakant, kein Vizepräsident im Amt                             | 10. Oktober 1973 – 6. Dezember 1973 |                    |                                       |                         |
|                                                               | Betty Ford                                                    | Gerald Ford (15. Oktober 1948)                                | 6. Dezember 1973 – 9. August 1974   | 8. April 1918      | 8. Juli 2011 (93)                     | 1974–1977               |
| vakant, kein Vizepräsident im Amt                             | vakant, kein Vizepräsident im Amt                             | vakant, kein Vizepräsident im Amt                             | 9. August 1974 – 19. Dezember 1974  |                    |                                       |                         |
|                                                               | Happy Rockefeller                                             | Nelson Rockefeller (4. Mai 1963)                              | 19. Dezember 1974 – 20. Januar 1977 | 9. Juni 1926       | 19. Mai 2015 (88)                     |                         |
|                                                               | Joan Mondale                                                  | Walter Mondale (27. Dezember 1955)                            | 20. Januar 1977 – 20. Januar 1981   | 8. August 1930     | 3. Februar 2014 (83)                  |                         |
|                                                               | Barbara Bush                                                  | George H. W. Bush (6. Januar 1945)                            | 20. Januar 1981 – 20. Januar 1989   | 8. Juni 1925       | 17. April 2018 (92)                   | 1989–1993               |
|                                                               | Marilyn Quayle                                                | Dan Quayle (18. November 1972)                                | 20. Januar 1989 – 20. Januar 1993   | 29. Juli 1949      |                                       |                         |
|                                                               | Tipper Gore                                                   | Al Gore (19. Mai 1970)                                        | 20. Januar 1993 – 20. Januar 2001   | 19. August 1948    |                                       |                         |
|                                                               | Lynne Cheney                                                  | Dick Cheney (29. August 1964)                                 | 20. Januar 2001 – 20. Januar 2009   | 14. August 1941    |                                       |                         |
|                                                               | Jill Biden                                                    | Joe Biden (17. Juni 1977)                                     | 20. Januar 2009 – 20. Januar 2017   | 3. Juni 1951       |                                       | 2021–2025               |
|                                                               | Karen Pence                                                   | Mike Pence (8. Juni 1985)                                     | 20. Januar 2017 – 20. Januar 2021   | 1. Januar 1957     |                                       |                         |
|                                                               | Douglas Emhoff                                                | Kamala Harris (22. August 2014)                               | 20. Januar 2021 – 20. Januar 2025   | 13. Oktober 1964   |                                       |                         |
|                                                               | Usha Vance                                                    | JD Vance (2014)                                               | seit dem 20. Januar 2025            | 6. Januar 1986     |                                       |                         |